# Yaoguai
Cette page contient des caractères spéciaux ou non latins. S’ils s’affichent mal (▯, ?, etc.), consultez la page d’aide Unicode.
Yaoguai (chinois : 妖怪 ; pinyin : yāoguài ; cantonais Jyutping : jiu²-gwaai³ ; litt. « monstre bizarre »), yaomo (妖魔, yāomó, « démon ») ou yaojing (chinois : 妖精 ; pinyin : yāojīng ; cantonais Jyutping : jiu²-zing¹ ; litt. « essence démoniaque »), également appelé yōkai en japonais et yogwi en coréen, est un terme chinois qui peut être traduit par « démon » et qui désigne des démons nés de la transformation de plantes ou d'animaux et qui ont acquis leurs pouvoirs maléfiques en pratiquant le taoïsme, ce terme peut également désigner des phénomènes étranges.
Les mauvais sont désignés habituellement par le nom guài ou mó, ces deux termes signifiants démon en chinois. Le principal but des yāoguài est l'immortalité et donc la déification. D'après La Pérégrination vers l'Ouest, beaucoup cherchent à atteindre ce but par le ravissement et la consomption d'un saint homme (comme Xuanzang, dans ce texte précis). 
Tous ne sont pas des démons comme on peut le définir en Europe, et certains ont une origine atypique. Baigu Jing par exemple, avant de devenir un démon, n'était qu'un simple squelette. Beaucoup de yāoguài sont des esprits de renards (狐狸精, húli jīng, « esprit de renard »), qui sont, d'après La Pérégrination vers l'Ouest, les animaux de compagnie des déités. Certains yāoguài sont des rois-démons (魔王, mówáng), comme Niu Mowang, et qui commandent aux autres yāoguài de classe inférieure.
Dans la mythologie chinoise, l'Enfer (Di Yu) est un endroit où se trouvent de nombreux esprits démoniaques. La plupart de ces démons sont influencés par les Râkshasa indiens, ou par les Yaksa, ce qui leur confère une similitude avec les Oni japonais.
Au Japon, la prononciation « chinoise » de yāoguài est yōkai, les Japonais utilisent également les mots d'origine chinoise avec prononciation japonaise 妖魔 (ようま, Yōma, lit. « démon » ou « esprit maléfique »), 魔物 (まもの, mamono, lit. « démon »), 妖 (あやかし, ayakashi, lit. « démon » ou « monstre »), 魔物 (まもの, mamono, lit. « démon ») ou encore mononoke (物の怪 (もののけ, lit. « chose étrange » ou « créature étrange »)).
Sun Wukong, le singe héros de La Pérégrination vers l'Ouest, utilise fréquemment le terme yāoguài pour insulter ses adversaires démoniaques.

## Célèbres yāoguài de la mythologie chinoise

### Baigu Jing
Báigǔ Jīng (chinois : 白骨精 ; litt. « Esprit os blanc »), un esprit ayant l’apparence d'un squelette.

### Pipa Jing et Jiutou Zhiji Jing
Jiǔtóu Zhìjī Jīng (chinois : 九头雉鸡精), originellement un faisan a neuf têtes, est un personnage du roman chinois L'Investiture des dieux. C'est aussi le cas de Pípa Jīng (en) (chinois : 琵琶精), un autre yaojing.

### Niu Mowang
Niú Mówáng (chinois : 牛魔王 ; litt. « Roi-démon taureau »), un démon à tête de taureau.

### Bái Niangzi
Bái Niáng Zǐ (chinois : 白娘子 ; litt. « Madame Serpent Blanc ») est une femme à corps de serpent et tête humaine et est l'un des principaux personnage de la Légende du serpent blanc.

## Adaptations
Plusieurs adaptations, plus ou moins libres, de ce récit fantastique ont été réalisées, notamment :
- Dans la série de jeux vidéo Fallout, une espèce d'ours irradiés est surnommé Yaoguai, ils apparaissent dans Fallout 3, Un DLC de Fallout New Vegas, Fallout 4 et Fallout Shelter. Il est mentionné dans Fallout 4 qu'ils furent nommés ainsi par d'anciens prisonniers de guerre chinois suite à l'holocauste nucléaire qui fut la source de leur création.
- Dans le jeu vidéo Titan Quest, Yaoguai - Ancien taureau démoniaque est un boss dans l'acte 3, en Asie. Il se situe en haut du mont Qiyun.
- Dans le premier épisode de la saison 3 de Sleepy Hollow.
- Dans la série Once Upon A Time, le Yaoguai a un épisode qui parle de lui. Dans l'épisode 11 de la saison 2, le Yaoguai est représenté comme un immense ours ou comme un loup-garou maléfique, avec une crinière de feu qui s’en prend aux hommes et aux troupeaux de bétail. Dans la série, la représentation diffère un peu du mythe puis qu’il s’agit d’un homme a qui l’on a jeté un sort, le rendant ainsi. La malédiction du sort sera brisée par Belle aidée de Mulan. Une fois revenu homme, on peut voir qu'il s'agit de Philippe, le Prince d'Aurore, qui a été ensorcelé par Maléfique.
- Dans le dlc "Le cauchemar de North Point" du jeu Sleeping Dogs. Cependant, ils semblent d'avantage adaptés du Satanisme que du folklore chinois, étant entre autres distingués par des cornes de bouc.